# آنلی یاتینماکی
آنِّلی یَتِّنمَکی (انگلیسی: Anneli Jäätteenmäki؛ زادهٔ ۱۱ فوریهٔ ۱۹۵۵) یک سیاست‌مدار اهل فنلاند است.